# Jacob Lund Fisker
Jacob Lund Fisker (født 1975) er en dansk astrofysiker og forfatter. Han er kendt som ophavsmand til en filosofi om ekstremt tidlig pensionering, der har inspireret en livsstilsbevægelse. Fisker har skrevet bogen Early Retirement Extreme, der diskuterer hvordan man bliver økonomisk uafhængig med en  middelindkomst.

## Liv
Fisker er cand.scient. i fysik og matematik fra Aarhus Universitet. Som det er typisk for en dansk universitetsstuderende, modtog han Statens Uddannelsesstøtte, der gav et lille stipendium til leveomkostninger. Efter graduering blev han indskrevet på Universitet Basel i Schweiz som ph.d.-studerende i teoretisk fysik. Fisker fortsatte med at leve på et budget svarende SU-stipendiet selv om hans indkomst steg, da han arbejdede som forskningsassistent, og senere i karriere som postdoc og kvantitativ analytiker. Mens han arbejdede, opsparede han 80% af sin indkomst og blev økonomisk uafhængig. Han betragtede sig selv pensioneret, da han forlod sin astrofysik karriere i 2009 som 33-årig. Fisker har et forbrug på omkring 35.000 kr. Fisker har fast bopæl i USA til 50.000 kr. om året, og han bor i Chicago.

## Privatøkonomi
Da Fiskers indtægt steg, blev overskuddet oprindeligt sat på en opsparingskonto. Senere blev det klart for Fisker, at pengene kunne investeres på aktiemarkedet og generere et større afkast. Han indså, at han hurtigt og uundgåeligt ville blive økonomisk uafhængig på grund af den store forskel mellem hans indkomst (hvilket var en middel indkomst) og hans udgifter (som var ekstremt lave). Dette førte til konklusionen af, at relativ formue (indkomst eller formue i forhold til udgifter) var vigtigere end absolut formue. Fisker startede en blog kaldet "Early Retirement Extreme" i 2007 for at diskutere sine ideer, hvilket kulminerede i en bog med samme navn, der blev offentliggjort i 2010. Bogen er solgt i over 40.000 eksemplarer.
Bogen indeholder en matematisk undersøgelse af opsparingsrate og dens indflydelse på en persons evne til at gå på pension. Med konventionel rådgivning inden for privatøkonomi anbefales det typisk, at man sparer 10-15% af sin indkomst op. Med denne opsparingsrate tager det uden at tage højde for investeringsafkast og rentes rente mellem fem og 10 år at spare nok op til at dække et års udgifter. Sparer man derimod op mod 75% af sin indkomst op, kan man dække tre års udgifter for hvert år, man arbejder. Den unormalt høje opsparingsrate muliggør en unormalt tidlig pensionering sammenlignet med en konventionel opsparingsrate.
For at opnå et lavt forbrug foreslår Fisker at bruge systemteori til privatøkonomi. For eksempel kan man i stedet for at søge efter den billigste bolig og den billigste bil muligvis finde en endnu billigere løsning med en billig bolig, der ligger inden for gåafstand af arbejde og købmand, og dermed eliminere omkostningerne til en bil, da der ikke længere er behov for transport.

### Bidragsyder
- Artiklen "The Laws of Energy" i The Final Energy Crisis (2005) redigeret af Andrew McKillop, ISBN 978-0745320922.
- Artiklen "Escape the Spend-Earn Cycle" i magasinet New Escapologist nr. 5 (2011).
- Kapitel i Idler 44: Mind Your Business (2011) redigeret af Tom Hodgkinson, ISBN 978-0954845629.
- Kapitel i One Million in the Bank (2015) af Michael L. F. Slavin, ISBN 978-0996118606.